# Contemporary Noise Ensemble
Contemporary Noise Ensemble (auch Contemporary Noise Sextet, CNS, Contemporary Noise Quintet und Contemporary Noise Quartet, CNQ) ist eine polnische Jazzband aus Szubin. Sie ging aus der Hardcore-Punk-Gruppe Something Like Elvis hervor.

## Geschichte
Nach der Auflösung von Something Like Elvis 2003 gründeten die Brüder Bartosz und Jakub Kapsa zunächst das Contemporary Noise Quintet. 2006 erschien dessen Debütalbum Pig Inside the Gentleman. Zwei Jahre später erschien Theatre Play Music, das von der vorübergehend zum Quartett geschrumpften Band (ohne Trompeter Wojciech Jachna und Saxophonist Tomasz Glazik, dafür mit Gitarrist Kamil Pater) als Soundtrack zu einem Theaterstück (Miłość ci wszystko wybaczy von Przemysław Wojcieszek) aufgenommen wurde. Im selben Jahr folgte die erste Veröffentlichung als Sextett, Unaffected Thought Flow. Ebenfalls unter dem Namen Contemporary Noise Sextet erschien 2011 das Album Ghostwriter’s Joke.
2012 wurde von Denovali Records eine Neuauflage der ersten drei Alben der Gruppe auf Schallplatten herausgegeben.
Auf dem 2022 erschienenen Album An Excellent Spiritual Serviceman stand erstmals Contemporary Noise Ensemble als Bandname. Lost Pigs And Abandoned Gentlemen erschien 2024 erneut unter dem Namen Contemporary Noise Sextet; das Album enthält neue Aufnahmen von Kompositionen aus den Jahren 2008–2013.

## Stil
Die Musik der Band wurde als „energetischer Jazz mit Elementen von Filmmusik“ bezeichnet. CNE werden oft als eine Post-Yass-Gruppe verstanden, die Musiker selbst lehnen diese Bezeichnung jedoch ab.

## Diskografie
- 2006: Pig Inside the Gentleman (Electric Eye)
- 2008: Theatre Play Music (Electric Eye)
- 2008: Unaffected Thought Flow (Electric Eye)
- 2010: November Note (PACM Burning; digitales Live-Album)
- 2011: Ghostwriter’s Joke (Electric Eye / Denovali)
- 2022: An Excellent Spiritual Serviceman (Antena Krzyku / Denovali)
- 2024: Lost Pigs And Abandoned Gentlemen (Pocket Flower Records)